# Phonologie du galicien
 (mars 2024).
La mise en forme du texte ne suit pas les recommandations de Wikipédia : il faut le « wikifier ».
Les points d'amélioration suivants sont les cas les plus fréquents. Le détail des points à revoir est peut-être précisé sur la page de discussion.
- Les titres sont pré-formatés par le logiciel. Ils ne sont ni en capitales, ni en gras.
- Le texte ne doit pas être écrit en capitales (les noms de famille non plus), ni en gras, ni en italique, ni en « petit »…
- Le gras n'est utilisé que pour surligner le titre de l'article dans l'introduction, une seule fois.
- L'italique est rarement utilisé : mots en langue étrangère, titres d'œuvres, noms de bateaux, etc.
- Les citations ne sont pas en italique mais en corps de texte normal. Elles sont entourées par des guillemets français : « et ».
- Les listes à puces sont à éviter, des paragraphes rédigés étant largement préférés. Les tableaux sont à réserver à la présentation de données structurées (résultats, etc.).
- Les appels de note de bas de page (petits chiffres en exposant, introduits par l'outil «  Source ») sont à placer entre la fin de phrase et le point final[comme ça].
- Les liens internes (vers d'autres articles de Wikipédia) sont à choisir avec parcimonie. Créez des liens vers des articles approfondissant le sujet. Les termes génériques sans rapport avec le sujet sont à éviter, ainsi que les répétitions de liens vers un même terme.
- Les liens externes sont à placer uniquement dans une section « Liens externes », à la fin de l'article. Ces liens sont à choisir avec parcimonie suivant les règles définies. Si un lien sert de source à l'article, son insertion dans le texte est à faire par les notes de bas de page.
- La présentation des références doit suivre les conventions bibliographiques. Il est recommandé d'utiliser les modèles {{Ouvrage}}, {{Chapitre}}, {{Article}}, {{Lien web}} et/ou {{Bibliographie}}. Le mode d'édition visuel peut mettre en forme automatiquement les références.
- Insérer une infobox (cadre d'informations à droite) n'est pas obligatoire pour parachever la mise en page.

Pour une aide détaillée, merci de consulter Aide:Wikification.
Si vous pensez que ces points ont été résolus, vous pouvez retirer ce bandeau et améliorer la mise en forme d'un autre article.
Cet article traite de la phonologie et la phonétique de la langue galicienne.

## Voyelles

Les phonèmes vocaliques du galicien, de Regueira (1996 : 120)

Le galicien a sept phonèmes vocaliques, qui sont représentés par cinq lettres à l'écrit, et qui sont analogues à celles que l'on trouve en catalan standard et en italien, par exemple. Il est probable que ce système à 7 voyelles était encore plus répandu au sein des langues romanes au début de leur développement.
| Phonème (API) | Graphème | Exemple |
| ------------- | -------- | ------- |
| /a/           | a        | nada    |
| /e/           | e        | tres    |
| /ɛ/           | e        | ferro   |
| /i/           | i        | min     |
| /o/           | o        | bonito  |
| /ɔ/           | o        | home    |
| /u/           | u        | rúa     |

Quelques caractéristiques de ce système vocalique :
- En galicien, le système vocalique est réduit à cinq voyelles dans les syllabes post-toniques, et à seulement trois en position finale non accentuée :[ɪ, ʊ, ɐ] (qui peuvent être transcrites comme [e̝, o̝, a̝]). Dans certains cas, les voyelles de la série finale non accentuée apparaissent dans d'autres positions, comme par exemple dans le mot termonuclear [ˌtɛɾmʊnukleˈaɾ], parce que le préfixe termo- est prononcé [ˈtɛɾmʊ].
- Les voyelles médianes proches et médianes ouvertes non accentuées (/e ~ ɛ/ et /o ~ ɔ/) peuvent se produire dans une distribution complémentaire (par exemple ovella [oˈβeɟɐ] mouton, omitir [ɔmiˈtiɾ] omettre, et pequeno [peˈkenʊ] petit, emitir [ɛmiˈtiɾ] émettre), avec quelques paires minimales comme botar [boˈtaɾ] jeter, contre botar [bɔˈtaɾ] sauter. Dans les syllabes pré toniques, les voyelles moyennes fermées/ouvertes sont conservées dans les mots dérivés et les composés (par exemple corda [ˈkɔɾðɐ] corde → cordeiro [kɔɾˈðejɾʊ] fabricant de cordes, qui contraste avec cordeiro [koɾˈðejɾʊ] agneau).

- Des sept phonèmes vocaliques des syllabes toniques et pré toniques, seul /a/ possède un ensemble de productions différents, des allophones, imposés par son contexte :
  - [ä] (centrale courte) : réalisation du phonème par défaut.
  - [äː] (centrale longue) : réalisé par contraction, comme dans ra [ˈraː] grenouille < rãa < du latin rana[1].
  - [ɑ̟] (postérieure courte avancée) : réalisé quand à côté des phonèmes /ŋ, k, ɡ, l, w/.
  - [a̠] (antérieure courte reculée) : réalisé avant une consonne palatale.
- Tous les dialectes du Galicien, excepté de l'Acarese, parlé dans les montagnes des Ancares dans la province de León, ont perdu la qualité phonétique des voyelles nasales à l'époque médiévale. Néanmoins, toutes les voyelles sont nasalisées au contact d'une consonne nasale.
- Le système vocalique du galicien est fortement influencé par la métaphonie. La métaphonie régressive est produite soit par un /a/ final, qui tend à ouvrir les voyelles moyennes, soit par un /o/ final, qui peut avoir l'effet inverse. En conséquence, la métaphonie affecte plus particulièrement les mots avec opposition de genre : sogro [ˈsoɣɾʊ] beau-père, contre sogra [ˈsɔɣɾɐ] belle-mère. D'autre part, l'harmonie vocalique, déclenchée par /i/ ou /u/, a joué un rôle important dans l'évolution et la diversification dialectale de la langue.

### Diphtongues
La langue galicienne possède un large ensemble de diphtongues descendantes :
| chute | chute  | chute   | chute | chute | chute            |
| ----- | ------ | ------- | ----- | ----- | ---------------- |
| [aj]  | caixa  | boîte   | [aw]  | autor | auteur           |
| [ɛj]  | papeis | papiers | [ɛw]  | deu   | il/elle a donné  |
| [ej]  | queixo | fromage | [ew]  | bateu | il/elle a frappé |
| [ɔj]  | bocoi  | baril   |       |       |                  |
| [oj]  | loita  | lutte   | [ow]  | pouco | petit            |

Il existe également un certain nombre de diphtongues ascendantes, mais elles ne sont pas caractéristiques de la langue et ont tendance à se prononcer comme un hiatus.

## Consonnes
|                       | Labiale | Labiale | Dentale | Dentale | Alvéolaire | Post-alvéolaire | Palatale | Palatale | Vélaire | Vélaire |
| --------------------- | ------- | ------- | ------- | ------- | ---------- | --------------- | -------- | -------- | ------- | ------- |
| Nasale                | m       | m       |         |         | n          |                 | ɲ        | ɲ        | ŋ       | ŋ       |
| Occlusive / Affriquée | p       | b       | t       | d       |            | tʃ              |          | ɟ        | k       | ɡ       |
| Fricative             | f       | f       | θ       | θ       | s          | ʃ               |          |          |         |         |
| Spirante              | w       | w       |         |         | l          |                 | j        | j        |         |         |
| Roulée                |         |         |         |         | r          |                 |          |          |         |         |
| Battue                |         |         |         |         | ɾ          |                 |          |          |         |         |

| Phonème (API) | Allophones principaux     | Graphèmes | Exemple                                                                                    |
| ------------- | ------------------------- | --------- | ------------------------------------------------------------------------------------------ |
| /b/           | [b], [β̞]                  | b, v      | bebo [ˈbeβ̞ʊ] je bois, alba [ˈalβ̞ɐ] aube, vaca [ˈbakɐ] vache, cova [ˈkɔβ̞ɐ] cave             |
| /θ/           | [θ] (dialectal [s])       | z, c      | macio [ˈmaθjʊ] doux, cruz [ˈkɾuθ] croix                                                    |
| /tʃ/          | [tʃ]                      | ch        | chamar [tʃaˈmaɾ] appeler, achar [aˈtʃaɾ] trouver                                           |
| /d/           | [d], [ð̞]                  | d         | vida [ˈbið̞ɐ] vie, cadro [ˈkað̞ɾʊ] cadre                                                     |
| /f/           | [f]                       | f         | feltro [ˈfɛltɾʊ] filtre, freixo [ˈfɾejʃʊ] frêne                                            |
| /ɡ/           | [ɡ], [ɣ] (dialectal [ħ])  | g, gu     | fungo [ˈfuŋɡʊ] champignon, guerra [ˈɡɛrɐ] guerre, o gato [ʊ ˈɣatʊ] le chat                 |
| /ɟ/           | [ɟ], [ʝ˕], [ɟʝ]           | ll, i     | mollado [moˈɟað̞ʊ] mouiller                                                                 |
| /k/           | [k]                       | c, qu     | casa [ˈkasɐ] maison, querer [keˈɾeɾ] vouloir                                               |
| /l/           | [l]                       | l         | lúa [ˈluɐ] lune, algo [ˈalɣʊ] quelque chose, mel [ˈmɛl] miel                               |
| /m/           | [m], [ŋ]                  | m         | memoria [meˈmɔɾjɐ] mémoire, campo [ˈkampʊ] champ, álbum [ˈalβuŋ] album                     |
| /n/           | [n], [m], [ŋ]             | n         | niño [ˈniɲʊ] nid, onte [ˈɔntɪ] hier, conversar [kombeɾˈsaɾ] discuter, irmán [iɾˈmaŋ] frère |
| /ɲ/           | [ɲ]                       | ñ         | mañá [maˈɲa] matin                                                                         |
| /ŋ/           | [ŋ]                       | nh        | algunha [alˈɣuŋɐ] quelque                                                                  |
| /p/           | [p]                       | p         | carpa [ˈkaɾpɐ] carpe                                                                       |
| /ɾ/           | [ɾ]                       | r         | hora [ˈɔɾɐ] heure, coller [koˈʎeɾ] attraper                                                |
| /r/           | [r]                       | r, rr     | rato [ˈratʊ] souris, carro [ˈkarʊ] chariot                                                 |
| /s/           | [s̺, z̺] (dialectal [s̻, z̻]) | s         | selo [ˈs̺elʊ] bouchon, cousa [ˈkows̺ɐ] chose, mesmo [ˈmɛz̺mʊ] même                            |
| /t/           | [t]                       | t         | trato [ˈtɾatʊ] commerce                                                                    |
| /ʃ/           | [ʃ]                       | x         | xente [ˈʃentɪ] gens muxica [muˈʃikɐ]                                                       |

Les occlusives voisées (/ɡ/, /d/et /b/) sont adoucis (affaiblis) en spirantes ou fricatives dans tous les cas, sauf après une pause ou une consonne nasale ; par exemple, un gato, un chat, qui se prononce [uŋ ˈɡatʊ], tandis que o gato, le chat, se prononce [ʊ ˈɣatʊ].
Au cours de la période moderne, les consonnes du galicien ont subi des changements sonores importants qui sont étroitement parallèles à l'évolution des consonnes espagnoles, y compris les changements suivants qui ont neutralisé l'opposition entre fricatives sonores et fricatives sourdes :
- /z/ > /s/;
- /dz/ > /ts/ > [s] dans les dialectes occidentaux, [θ] dans les dialectes centraux et orientaux;
- /ʒ/ > /ʃ/;

Pour une comparaison, cf. les différences entre l'espagnol et le portugais à propos des sibilantes. De plus, au cours des XVIIe et XVIIIe siècles, les dialectes occidentaux et centraux du galicien ont développé une prononciation fricative sourde de /ɡ/ (un phénomène appelé gheada). Cela peut être glottal [h], pharyngal [ħ], uvulaire [χ], ou vélaire [x].
La distribution des deux rhotiques /r/ et /ɾ/ est très similaire à celle de l'espagnol. Entre les voyelles, les deux contrastent (par exemple mirra [ˈmirɐ], myrrhe, contre mira, [ˈmiɾɐ], regarde), mais ils sont par ailleurs dans une distribution complémentaire. Le son /ɾ/ apparaît au début, sauf en position initiale du mot (rato), après /l/, /n/, et /s/ (honra, Israel), où le son /r/ est utilisé.
Comme en espagnol, /ɟ/ dérive de l'historique /ʎ / (cf. yeísmo) et du son /j/ en début de syllabe. Dans certains dialectes, il s'affaiblit en spirante [ʝ̞] dans les mêmes environnements où /b, d, ɡ/ s'affaiblissent. Il peut également être réalisé sous la forme [ɟ͡ʝ] où il dérive de /j/. La réalisation [ʎ] demeure chez certains locuteurs plus âgés dans des régions isolées.